# داريل روبرتسون
داريل روبرتسون (بالإنجليزية: Darrell Robertson)‏ هو لاعب كرة قدم أمريكية أمريكي، ولد في 15 أبريل 1986 في جونزبورو في الولايات المتحدة.